# Legs McNeil
Legs McNeil, rodným jménem Roderick Edward McNeil (* 27. ledna 1956, Cheshire, Connecticut, USA) je americký spisovatel a novinář.
V roce 1975 spolu s karikaturistou Johnem Holmstromem založil časopis Punk. Spolu s Gillianem McCainem je autorem knihy Zab mě, prosím: Necenzurovaná historie punku z roku 1997, která se věnuje historii punkové kultury. Rovněž je spoluautorem knihy The Other Hollywood: The Uncensored Oral History of the Porn Film Industry, která sleduje historii porno průmyslu. Ve filmu CBGB jej hrál Peter Vack.